# П'єтросу (Молдова)
П'єтросу (рум. Pietrosu) — село у Фалештському районі Молдови. Адміністративний центр однойменної комуни, до складу якої також входять села Мегура та Мегура-Ноуе.

## Населення
За даними перепису населення 2004 року у селі проживали 798 осіб.
Національний склад населення села:
| Національність       | Кількість осіб | Відсоток   |
| -------------------- | -------------- | ---------- |
| молдавани румуни     | 793 1          | 99,4% 0,1% |
| росіяни              | 3              | 0,4%       |
| інша / без відповіді | 1              | 0,1%       |
| Всього               | 798            | 100%       |